# Doyranlı, Tire
Doyranlı là một xã thuộc huyện Tire, tỉnh İzmir, Thổ Nhĩ Kỳ. Dân số thời điểm năm 2010 là 390 người.